# Миловань
Милова́нь — село в Україні, у Ковельському районі Волинської області.
Населення становить 270 осіб. Входить до складу Рівненської сільської громади.

## Географія
На західній стороні від села бере початок річка Попова, притока Західного Бугу.

## Історія
Колишня назва Піскурів (хутір).

## Населення
Згідно з переписом УРСР 1989 року чисельність наявного населення села становила 269 осіб, з яких 119 чоловіків та 150 жінок.
За переписом населення України 2001 року в селі мешкало 267 осіб. 100 % населення вказало своєю рідною мовою українську мову.